# Destination Nordsjön
Destination Nordsjön är en svensk dramaserie från 1990 i regi av Hans Klinga och Thomas Samuelsson. Den visades ursprungligen i TV4 under perioden 4 november-25 december 1990.

## Handling
Serien handlar om helikopterflygning vid en oljerigg ute på Nordsjön.

## Rollista
- Suyaip Adlig som Muhammed
- Harriet Andersson som Liv
- Cia Berg som Alice
- Stig Engström som P-O Fagerberg
- Emil Lindroth som P-O Fagerbergs son
- Beate Eriksen som Kari
- Jack Fjeldstad som Rappen
- Gunnel Fred som Ann-Christine
- Kemal Görgü som Ali
- Thomas Hanzon som Andreas
- Mats Huddén som Halvarsson
- Björn Hult som Bartender
- Kåre Mölder som Robert
- Lis Nilheim som Hovmästaren
- Robert Sjöblom som David
- Tom Tellefsen som Fred
- Nicke Wagemyr som Amundsen
- Maria Weisby som Gunilla
- Lars Winerdahl som Doctor